# Jonathan Cheechoo
Jonathan Cheecho (ur. 15 lipca 1980 w Moose Factory, Ontario) – kanadyjski hokeista.
Pochodzi z plemienia indiańskiego Kri. Jego brat Jordan (ur. 1988) także jest hokeistą.

## Kariera
- Kitchener Dutchmen (1996-1997)
- Belleville Bulls (1997-2000)
- Kentucky Thoroughblades (2000-2001)
- Cleveland Barons (2001-2002)
- San Jose Sharks (2002-2004, 2005-2009)
- HV71 (2004-2005)
- Ottawa Senators (2009-2010)
- Binghamton Senators (2009-2010)
- Worcester Sharks (2010-2011)
- Peoria Rivermen (2011-2012)
- Oklahoma City Barons (2013)
- KHL Medveščak Zagrzeb (2013-2014)
- Dynama Mińsk (2014-2016)
- Slovan Bratysława (2016-2017)

Występował w kanadyjskich juniorskich rozgrywkach OHL w ramach CHL. W międzyczasie w drafcie NHL z 1998 został wybrany przez San Jose Sharks, jednak tymczasowo nadal grał w OHL, a następnie w amerykańskiej lidze AHL. W NHL zadebiutował w 2002 w barwach San Jose i w drużynie Rekinów grał przez sześć sezonów (w tym czasie rok spędził także w Szwecji w lidze Elitserien). W 2006 został najlepszym strzelcem NHL w sezonie zasadniczym. Później przez rok grał w Ottawie, zaś od 2009 przez trzy lata ponownie występował w AHL. Od lipca 2013 zawodnik chorwackiego klubu Medveščak Zagrzeb w lidze KHL. 6 września 2013 pierwszym meczu sezonu KHL (2013/2014) uzyskał dwa gole. Od maja 2014 zawodnik białoruskiego klubu Dynama Mińsk, związany dwuletnim kontraktem. Odszedł z klubu z końcem kwietnia 2016. Od maja 2016 zawodnik Slovana Bratysława. Po sezonie KHL (2016/2017) przerwał karierę, a w marcu 2018 poinformował o jej zakończeniu.

## Sukcesy
Klubowe

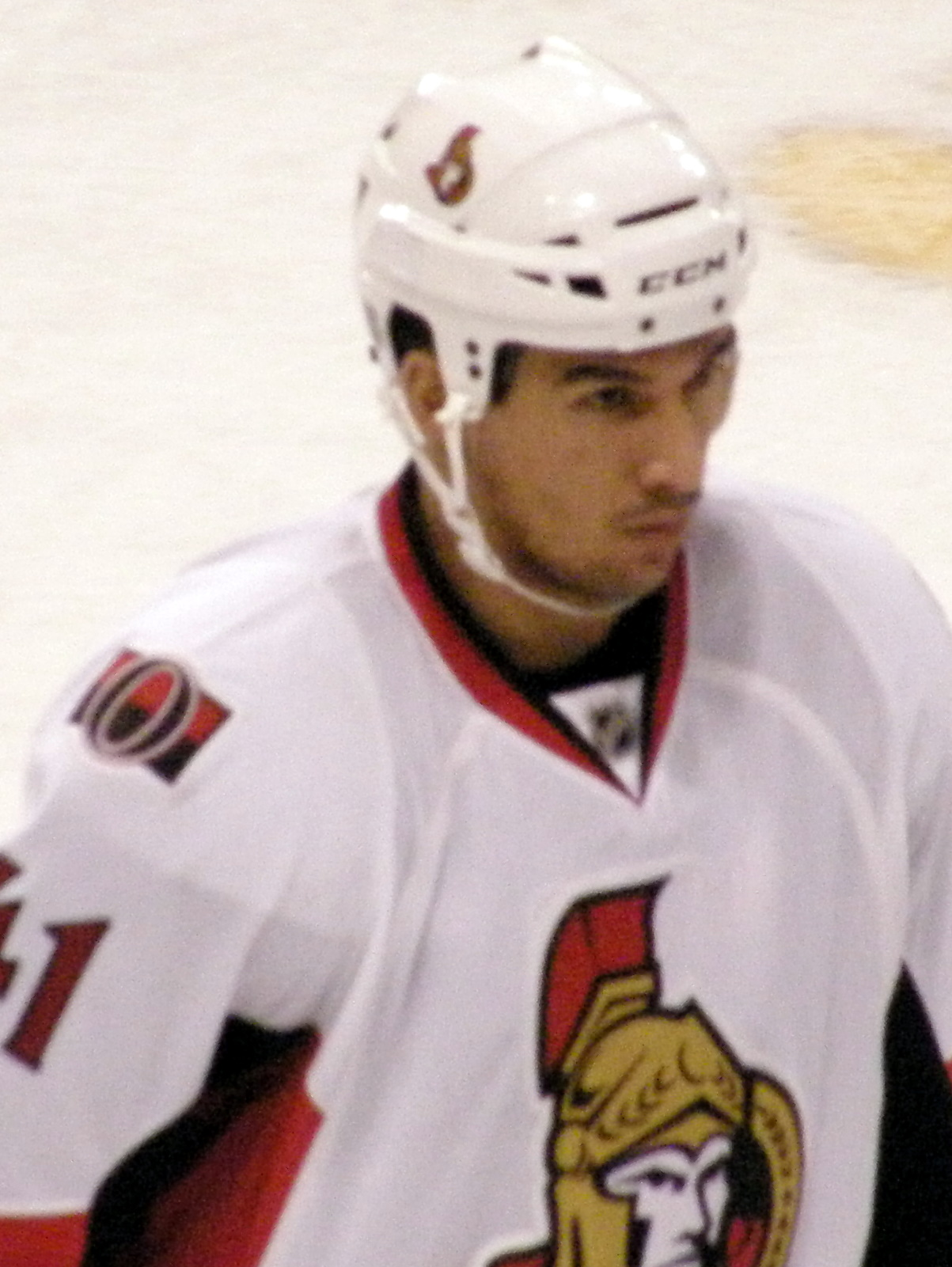
Jonathan Cheechoo w barwach Ottawa Senators (2009)

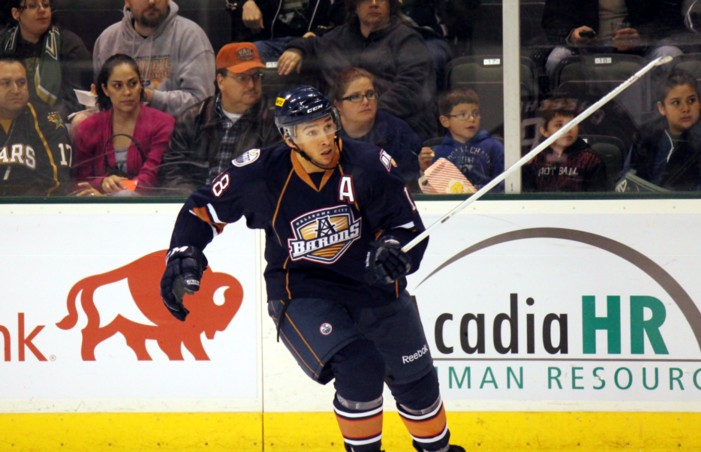
Jonathan Cheechoo w barwach Oklahoma City Barons (2013)

- Bobby Orr Trophy – mistrzostwo konferencji OHL: 1999 z Belleville Bulls
- J. Ross Robertson Cup – mistrzostwo OHL: 1999 z Belleville Bulls
- Mistrzostwo dywizji NHL: 2004, 2008, 2009 z San Jose Sharks
- Presidents’ Trophy: 2009 z San Jose Sharks

Indywidualne
- Sezon OHL / CHL 1997/1998:
  - Pierwszy skład gwiazd pierwszoroczniaków OHL
  - CHL Top Prospects Game
- Sezon AHL 2000/2001:
  - Pierwszy skład gwiazd pierwszoroczniaków
- Sezon AHL 2001/2002:
  - Najlepszy zawodnik tygodnia – 16 grudnia 2001
- Sezon NHL (2003/2004):
  - NHL YoungStars Game
- Sezon NHL (2005/2006):
  - Maurice Richard Trophy – pierwsze miejsce w klasyfikacji strzelców w sezonie zasadniczym: 56 goli
  - Pierwsze miejsce w klasyfikacji strzelców goli zwycięskich w sezonie zasadniczym: 11 goli
- Sezon NHL (2006/2007):
  - NHL All-Star Game
- Sezon AHL 2010/2011:
  - Skład gwiazd
- Sezon KHL (2013/2014):
  - Mecz Gwiazd KHL[10]
- Sezon KHL (2014/2015):
  - Mecz Gwiazd KHL (wybrany, nie zagrał)
  - Trzecie miejsce w klasyfikacji strzelców zwycięskich goli meczowych w sezonie zasadniczym: 9 goli
- Sezon KHL (2016/2017):
  - Mecz Gwiazd KHL